# Leskea pulvinata
Leskea pulvinata là một loài Rêu trong họ Leskeaceae. Loài này được Wahlenb. mô tả khoa học đầu tiên năm 1812.